# Пам'ятки історії Хмільницького району
У Хмільницькому районі Вінницької області під обліком перебуває 109 пам'яток історії.
| № п/п | Охоронний № | Найменування пам'ятки | Адреса                                                                        | Дата (епоха)          | Дата відкриття або виявлення | Автори                               | Матеріал                        | Основні розміри                                    | Рішення про взяття під охорону |
| ----- | ----------- | --- | ----------------------------------------------------------------------------- | --------------------- | ---------------------------- | ------------------------------------ | ------------------------------- | -------------------------------------------------- | ------------------------------ |
| 1.    | 1040        | Братська могила 242 воїнів Радянської армії, загиблих при визволенні міста                                                                                    | М. Хмільник, Хмільницька м/р, на кладовищі                                    | 1944 р.               | 1953 р.                      | Київський худ. фонд                  | ск. з/б, пост. цегла            | ск. 2,3 м, п. 1,4 × 1 × 1 м                        | № 313 від 10.06.1971 р.        |
| 2.    | 426         | Братська могила 8 воїнів Радянської армії, загиблих при визволенні міста                                                                                      | М. Хмільник, Хмільницька м/р, вул. Кірова                                     | -//-                  | 1958 р.                      | Житомир. худ. фонд                   | ск. гіпс, пост. цегла           | ск. 3,0 м, п. 1,2 × 1 × 1,3 м                      | № 21 від 99.06.1977 р.         |
| 3.    | 1039        | Братська могила 105 воїнів Радянської армії, загиблих при визволенні міста                                                                                    | М. Хмільник. Хмільницька м/р, вул. Леніна                                     | 1944 р.               | 1954 р.                      | Київський худ. фонд                  | об. мармур, пост. граніт        | об. 3,0 × 0,6 × 0,6 м, п. 0,7 × 0,6 × 0,6 м        | № 313 від 10.06.1971 р.        |
| 4.    | 1037        | Братська могила 15 воїнів Радянської армії, загиблих при визволенні міста                                                                                     | М. Хмільник, Хмільницька м/р, вул. Привокзальна                               | 1944 р.               | 1952 р.                      | Київський худ. фонд                  | ск. з/б, пост. цегла            | ск. 2,0 м, п. 1 × 1 × 1,4 м                        | № 313 від 10.06.1971 р.        |
| 5.    | 1043        | Монумент Слави в честь перемоги у ВВВ | М. Хмільник, Хмільницька м/р, вул. Пушкіна.                                   | 1941—1945 рр.         | 1967 р.                      | Київський худ. фонд                  | об. граніт, ск. з/бпост. граніт | об. 8 м, ск. 4 м, п. 0,8 × 1,7 × 7 м               | № 313 від 10.06.1971 р.        |
| 6.    | 1038        | Пам'ятник воїнам-визволителям | М. Хмільник, Хмільницька м/р, вул. Столярчука                                 | 1944 р.               | 1967 р.                      | місцеві майстри                      | об. граніт, пост. граніт        | об. 7 м, п. 0,6 × 4 × 2 м                          | № 313 від 10.06.1971 р.        |
| 7.    | 261         | Пам'ятник вчителям, загиблим у роки громадянської війни | М. Хмільник, Хмільницька м/р, територія лісгоспзагу                           | 1920 р.               | 1975 р.                      | місцеві майстри                      | граніт                          | об. 0,4 м, п. 1 м                                  | № 75 від 20.02.1985 р.         |
| 8.    | 204         | Пам'ятник 2164 воїнам-односельчанам, загиблим на фронтах ВВВ                                                                                                  | М. Хмільник, Хмільницька м/р, біля поштамту                                   | 1941—1945 рр.         | 1985 р.                      | арх. Канєвський, ск. Чепель, м. Київ | граніт                          | 4 стели 2,5 × 2 × 6 м                              | № 228 від 22.05.1986 р.        |
| 9.    | 43          | Братська могила 14 червоних козаків | М. Хмільник, Хмільницька м/р, вул. Червоних Козаків                           | 1919 р.               | 1970 р.                      | місцеві майстри                      | граніт                          | 3,5 м                                              | № 113 від 13.05.1988 р.        |
| 10.   | 1012        | Братська могила 45 воїнів Радянської армії, загиблих при визволенні села                                                                                      | С. Березна, Березнянська с/р, біля Будинку культури                           | 1944 р.               | 1953 р.                      | Київський худ. фонд                  | з/бетон                         | ск. 2,3 м, п. 1,6 × 1,2 × 1,2 м                    | № 313 від 10.06.1971 р.        |
| 11.   | 428         | Пам'ятник 114 воїнам-односельчанам, загиблим на фронтах ВВВ                                                                                                   | С. Березна, Березнянська с/р, біля контори КСП.                               | 1941—1945 рр.         | 1966 р.                      | Київський худ. фонд                  | граніт                          | стела 3,0 × 1,4 м, п. 0,7 × 1,6 × 0,7 м            | № 21 від 99.06.1977 р.         |
| 12.   | 134         | Пам'ятник 71 воїнам-односельчанам, загиблим на фронтах ВВВ | С. Білий Рукав, Сьомаківська с/р, в центрі села                               | 1941—1945 рр.         | 1985 р.                      | ск. В. Яцюк                          | з/бетон                         | 6 м                                                | № 227 від 26.06.1987 р.        |
| 13.   | 1013        | Братська могила 69 воїнів Радянської армії, загиблих при визволенні села                                                                                      | С. Великий Митник, Великомитницька с/р, біля школи.                           | 1944 р.               | 1952 р.                      | Київський худ. фонд                  | ск. з/бетон, пост. цегла        | ск. 2,3 м п. 1,7 × 1,3 × 1,3 м                     | № 21 від 99.06.1977 р.         |
| 14.   | 432         | Пам'ятник 212 воїнам-односельчанам, загиблим на фронтах ВВВ                                                                                                   | С. Великий Митник, Великомитницька с/р, біля контори КСП.                     | 1941—1945 рр.         | 1965 р.                      | місцеві майстри                      | граніт                          | об. 0,5 × 0,5 × 3,5 м, п. 0,5 × 0,75 × 0,75 м      | № 21 від 99.06.1977 р.         |
| 15.   | 1042        | Пам'ятник 103 воїнам-односельчанам, загиблим на фронтах ВВВ                                                                                                   | С. Великий Остріжок, Великоострожоцька с/р, біля клубу                        | 1941—1945 рр.         | 1968 р.                      | Житомир. худ. фонд                   | ск. з/бетон, пост. цегла        | ск. 2,1 м, п. 1,0 × 1,2 × 1,0 м                    | № 313 від 10.06.71 р.          |
| 16.   | 436         | Могила Героя Радянського Союзу Поліна О. В. | С. Вишенька, Вишеньківська с/р, біля Будинку культури                         | 1944 р.               | 1966 р.                      | Київський худ. фонд                  | ск. з/бетон, пост. цегла        | ск. 0,55 м, п. 1,4 × 0,4 × 0,4 м                   | № 29 від 19.06.1977 р.         |
| 17.   | 1044        | Пам'ятник 176 воїнам-односельчанам, загиблим на фронтах ВВВ                                                                                                   | С. Вишенька, Вишеньківська с/р, біля контори КСП.                             | 1941—1945 рр.         | 1965 р., рест. 1982 р.       | Київський худ. фонд                  | ск. з/бетон, пост. цегла        | ск. 2,5 м, п. 0,5 × 1,5 × 1,5 м                    | № 313 від 10.06.1971 р.        |
| 18.   | 429         | Пам'ятник 94 воїнам-односельчанам, загиблим на фронтах ВВВ | С. Воронівці, Уланівська с/р, в центрі села                                   | 1941—1945 рр.         | 1975 р.                      | Київський худ. фонд                  | ск. з/бетон, пост. бутобетон    | ск. 3 м, п. 1,5 × 1,5 × 1,5 м                      | № 21 від 99.06.1977 р.         |
| 19.   | 430         | Пам'ятник 68 воїнам-односельчанам, загиблим на фронтах ВВВ | С. Голодьки, Голодьківська с/р, в центрі села.                                | 1941—1945 рр.         | 1975 р.                      | Київський худ. фонд                  | об. граніт, пост. граніт        | об. 5,0 м, п. 2,0 × 1,2 × 2,0 м                    | № 29 від 19.06.1977 р.         |
| 20.   | 46          | Оборонне бомбосховище | С. Голодьки, Голодьківська с/р, 0,5 км на південний схід                      | 1931—1934 рр.         | 1999 р.                      | ГВІУ Червоної армії                  | з/бетон                         | 3 × 3 м                                            | № 183 від 24.05.2000 р.        |
| 21.   | 47          | Довготривала вогнева споруда | С. Гулі, Лозівська с/р, 1,5 км на південний схід                              | 1931—1934 рр.         | 1999 р.                      | ГВІУ Червоної армії                  | з/бетон                         | 3 м                                                | № 183 від 24.05.2000 р.        |
| 22.   | 48          | Довготривала вогнева споруда | С. Гулі, Лозівська с/р, південна околиця села                                 | 1931—1934 рр.         | 1999 р.                      | ГВІУ Червоної армії                  | з/бетон                         | 10 м                                               | № 183 від 24.05.2000 р.        |
| 23.   | 46          | Довготривала вогнева споруда | С. Гулі, Лозівська с/р, північна околиця села.                                | 1931—1934 рр.         | 1999 р.                      | ГВІУ Червоної армії                  | з/бетон                         | 10 м                                               | № 183 від 24.05.2000 р.        |
| 24.   | 50          | Довготривала вогнева споруда | С. Гулі, Лозівська с/р, 0,5 км на схід                                        | 1931—1934 рр.         | 1999 р.                      | ГВІУ Червоної армії                  | з/бетон                         | 10 м                                               | № 183 від 24.05.2000 р.        |
| 25.   | 51          | Довготривала вогнева споруда | С. Гулі, Лозівська с/р, 1 км на північ.                                       | 1931—1934 рр.         | 1999 р.                      | ГВІУ Червоної армії                  | з/бетон                         | 10 м                                               | № 183 від 24.05.2000 р.        |
| 26.   | 52          | Довготривала вогнева споруда | С. Гулі, Лозівська с/р, 1,5 км на південний схід                              | 1931—1934 рр.         | 1999 р.                      | ГВІУ Червоної армії                  | з/бетон                         | 10 м                                               | № 183 від 24.05.2000 р.        |
| 27.   | 53          | Довготривала вогнева споруда | С. Гулі, Лозівська с/р, 2 км на північний схід                                | 1931—1934 рр.         | 1999 р.                      | ГВІУ Червоної армії                  | з/бетон                         | 10 м                                               | № 183 від 24.05.2000 р.        |
| 28.   | 1014        | Братська могила 257 воїнів Радянської армії, загиблих при визволенні села                                                                                     | С. Думенки, Лозівська с/р, біля клубу.                                        | 1944 р.               | 1953 р.                      | місцеві майстри                      | цегла                           | об. 3 м, п. 0,6 × 6,0 × 3,0 м                      | № 313 від 10.06.1971 р.        |
| 29.   | 446         | Пам'ятник 101 воїнам-односельчанам, загиблим на фронтах ВВВ,                                                                                                  | С. Думенки, Лозівська с/р, біля клубу                                         | 1941—1945 рр.         | 1975 р.                      | Житомир. худ. фонд                   | ск. бетон, пост. бутобетон      | ск. 2,2 м, п. 2 × 1,4 × 1,4 м                      | № 29 від 19.06.1977 р.         |
| 30.   | 54          | Довготривала вогнева споруда | С. Думенки, Лозівська с/р, 1 км на південний захід                            | 1931—1934 рр.         | 1999                         | ГВІУ Червоної армії                  | з/бетон                         | 3 м                                                | № 183 від 24.05.2000 р.        |
| 31.   | 55          | Довготривала вогнева споруда | С. Думенки, Лозівська с/р, на околиці села                                    | 1931—1934 рр.         | 1999                         | ГВІУ Червоної армії                  | з/бетон                         | 10 м                                               | № 183 від 24.05.2000 р.        |
| 32.   | 56          | Довготривала вогнева споруда | С. Думенки, Лозівська с/р, західна околиця села                               | 1931—1934 рр.         | 1999                         | ГВІУ Червоної армії                  | з/бетон                         | 3 м                                                | № 183 від 24.05.2000 р.        |
| 33.   | 57          | Довготривала вогнева споруда | С. Думенки, Лозівська с/р, західна околиця села                               | 1931—1934 рр.         | 1999                         | ГВІУ Червоної армії                  | з/бетон                         | 10 м                                               | № 183 від 24.05.2000 р.        |
| 34.   | 58          | Довготривала вогнева споруда | С. Думенки, Лозівська с/р, 1 км на південь                                    | 1931—1934 рр.         | 1999 р.                      | ГВІУ Червоної армії                  | з/бетон                         | 10 м                                               | № 183 від 24.05.2000 р.        |
| 35.   | 59          | Військовий вузол зв'язку | С. Думенки, Лозівська с/р, 2,1 км на південь                                  | 1931—1934 рр.         | 1999 р.                      | ГВІУ Червоної армії                  | з/бетон                         | 5 × 6 м                                            | № 183 від 24.05.2000 р.        |
| 36.   | 1015        | Братська могила 49 воїнів Радянської армії, загиблих при визволенні села                                                                                      | С. Жданівка, Жданівська с/р, біля школи.                                      | 1944                  | 1954 р.                      | Київський худ. фонд                  | ск. з/бетон, пост. цегла        | ск. 2,3 м, п. 1 × 1 × 1 м                          | № 313 від 10.06.1971 р.        |
| 37.   | 491         | Пам'ятник 134 воїнам-односельчанам, загиблим на фронтах ВВВ                                                                                                   | С. Жданівка, Жданівська с/р, біля с/р                                         | 1941—1945 рр.         | 1979 р.                      | Вінницький худ. фонд                 | ск. лита мідь, пост. бутон      | ск. 4 м, п. 5 × 5 × 2,5 м                          | № 313 від 10.06.1971 р.        |
| 38.   | 1017        | Братська могила 28 воїнів Радянської армії, загиблих при визволенні села                                                                                      | С. Качанівка, Качанівська с/р, центрі села                                    | 1944 р.               | 1958 р.                      | Київський худ. фонд                  | ск. з/бетон, пост. цегла        | ск. 2,5 м, п. 1,0 × 1,3 × 1,5 м, об. 5,5 м         | № 313 від 10.06.1971 р.        |
| 39.   | 431         | Пам'ятник 104 воїнам-односельчанам, загиблим на фронтах ВВВ                                                                                                   | С. Качанівка, Качанівська с/р, біля контори КСП                               | 1941—1945 рр.         | 1968 р.                      | місцеві майстри                      | граніт                          | об. 5,5 м, п. 0,9 × 0,9 × 0,9 м                    | № 29 від 19.06.1977 р.         |
| 40.   | 1018        | Пам'ятник 81 воїнам-односельчанам, загиблим на фронтах ВВВ | С. Клітенка, Кропивнянська с/р, біля клубу                                    | 1941—1945 рр.         | 1974 р.                      | Житомирський худ. фонд               | ск. з/бетон, пост. бетон        | ск. 2,6 м, п. 1,4 × 1,2 × 1,2 м                    | № 313 від 10.06.1971 р.        |
| 41.   | 1019        | Братська могила 26 воїнів Радянської армії, загиблих при визволенні села                                                                                      | С. Колибабинці, Кривошиївська с/р, біля клубу.                                | 1944 р.               | 1957 р.                      | Київський худ. фонд                  | ск. з/бетон, пост. цегла        | ск. 2,5 м, п. 0,6 × 1,1 × 1,1 м                    | № 313 від 10.06.1971 р.        |
| 42.   | 1020        | Братська могила 8 воїнів Радянської армії, загиблих при визволенні села                                                                                       | С. Кривошиї, Кривошиївська с/р, біля школи.                                   | 1944 р.               | 1958 р.                      | Київський худ. фонд                  | ск. з/бетон, пост. цегла        | ск. 2,0 м, п. 2 × 1,6 × 1,6 м                      | № 313 від 10.06.1971 р.        |
| 43.   | 257         | Пам'ятник 80 воїнам-односельчанам, загиблим на фронтах ВВВ | С. Кривошиї, Кривошиївська с/р, біля Будинку культури.                        | 1941—1945 рр.         | 1980 р.                      | Вінницький худ. фонд                 | з/бетон, цегла                  | ск. 2,5 м п. 1,2 м                                 | № 75 від 20.02.1985 р.         |
| 44.   | 1045        | Пам'ятник 147 воїнам-односельчанам, загиблим на фронтах ВВВ                                                                                                   | С. Кропивна, Кропивнянська с/р, біля магазину.                                | 1941—1945 рр.         | 1967 р.                      | Київський худ. фонд                  | ск. з/бетон, пост. цегла        | ск. 2,3 м, п. 2,2 × 1,3 × 0,2 м                    | № 313 від 10.06.1971 р.        |
| 45.   | 256         | Пам'ятник воїнам I-го Українського фронту | С. Кропивна, Кропивнянська с/р, при в'їзді в село.                            | 1944 р.               | 1980 р.                      | Київський худ. фонд                  | мармур                          | об. 10 м, п. 1 м                                   | № 75 від 20.02.1985 р.         |
| 46.   | 200         | Пам'ятник воїнам-односельчанам, загиблим на фронтах ВВВ | С. Крупин, Березнянська с/р, в центрі села.                                   | 1941—1945 рр.         | 1980 р.                      | Вінницький худ. фонд                 | граніт.                         | об. 2,7 м, п. 0,95 м                               | № 228 від 22.05.1986 р.        |
| 47.   | 1022        | Братська могила 4 воїнів Радянської армії, загиблих при визволенні села                                                                                       | С. Куманівці, Куманівецька с/р, біля Будинку культури.                        | 1944 р.               | 1951 р.                      | Київський худ. фонд                  | ск. з/бетон, пост. цегла        | ск. 2,3 м, п. 1,2 × 1,2 × 1,4 м                    | № 313 від 10.06.1971 р.        |
| 48.   | 199         | Пам'ятник 200 воїнам-односельчанам, загиблим на фронтах ВВВ                                                                                                   | С. Куманівці, Куманівецька с/р, біля Будинку культури.                        | 1941—1945 рр.         | 1984 р.                      | Вінницький худ. фонд                 | граніт                          | об. 1,75 м, стела 1,45 м                           | № 228 від 22.05.1986 р.        |
| 49.   | 1023        | Братська могила 102 воїнів Радянської армії, загиблих при визволенні села                                                                                     | С. Курилівка, Порицька с/р, біля школи.                                       | 1944 р.               | 1953 р.                      | місцеві майстри                      | граніт                          | об. 2,5 × 0,9 × 0,9 м                              | № 313 від 10.06.1971 р.        |
| 50.   | 434         | Пам'ятник 105 воїнам-односельчанам, загиблим на фронтах ВВВ                                                                                                   | С. Кустівці, Кустовецька с/р, біля школи                                      | 1941—1945 рр.         | 1967 р.                      | Київський худ. фонд                  | ск. з/бетон, пост. бетон        | ск. 3 м, п. 2,5 × 1,5 × 1,5 м                      | № 29 від 19.06.1977 р.         |
| 51.   | 433         | Пам'ятник 28 воїнам-односельчанам, загиблим на фронтах ВВВ | С. Кушелівка, Великомитницька с/р, в центрі села                              | 1941—1945 рр.         | 1973 р.                      | Київський худ. фонд                  | з/бетон                         | ск. 2,0 м, п. 1,5 × 2,2 × 2,5 м                    | № 29 від 19.06.1977 р.         |
| 52.   | 435         | Пам'ятник 104 воїнам-односельчанам, загиблим на фронтах ВВВ                                                                                                   | С. Лелітки, Лелітська с/р, біля клубу.                                        | 1941—1945 рр.         | 1968 р.                      | місцеві майстри                      | граніт                          | об. 1,4 × 5,0 × 0,6 м                              | № 29 від 19.06.1977 р.         |
| 53.   | 422         | Братська могила 56 воїнів Радянської армії, загиблих при визволенні села                                                                                      | С. Лісогірка, Мар'янівська с/р, на кладовищі.                                 | 1944 р.               | 1965 р.                      | місцеві майстри                      | ск. з/бетон, пост. цегла        | ск. 2,35 м, п. 1,8 × 1,3 × 1,3 м                   | № 29 від 19.06.1977 р.         |
| 54.   | 1024        | Братська могила 14 воїнів Радянської армії, загиблих при визволенні села                                                                                      | С. Лип'ятин, Лип'ятинська с/р, біля клубу.                                    | 1944 р.               | 1958 р.                      | Київський худ. фонд                  | ск. з/бетон, пост. цегла        | ск. 2,35 м, п. 1,8 × 1,3 × 1,3 м                   | № 313 від 10.06.1971 р.        |
| 55.   | 1025        | Пам'ятник 104 воїнам-односельчанам, загиблим на фронтах ВВВ                                                                                                   | С. Лозна, Лознянська с/р, біля Будинку культури.                              | 1941—1945 рр.         | 1975 р.                      | Тернопільський худ. фонд             | ск. з/бетон, пост. бутобетон    | ск. 2,2 м, п. 2 × 1,4 × 1,4 м                      | № 29 від 19.06.1977 р.         |
| 56.   | 60          | Довготривала вогнева споруда | С. Лозова, Лозівська с/р, західна околиця села.                               | 1931—1934 рр.         | 1999 р.                      | ГВІУ Червоної армії                  | з/бетон                         | 10 м                                               | № 183 від 24.05.2000 р.        |
| 57.   | 61          | Довготривала вогнева споруда | С. Лозова, Лозівська с/р, 2 км на південний захід                             | 1931—1934 рр.         | 1999 р.                      | -//-                                 | з/бетон                         | 10 м                                               | № 183 від 24.05.2000 р.        |
| 58.   | 258         | Пам'ятник 219 воїнам-односельчанам, загиблим на фронтах ВВВ                                                                                                   | С. Малий Митник, Великомитницька с/р, біля Будинку культури.                  | 1941—1945 рр.         | 1982 р.                      | Вінницький худ. фонд                 | з/бетон                         | ск. 3,2 м, п. 1,5 м                                | № 75 від 20.02.1985 р.         |
| 59.   | 1027        | Братська могила 53 воїнів Радянської армії і пам'ятник 334 воїнам-односельчанам, загиблим на фронтах ВВВ                                                      | С. Маркуші, Маркушівська с/р, біля клубу                                      | 1965 р.               | Київський худ. фонд          | ск. з/беон, пост. цегла              | ск. 2,2 м, п. 1,6 × 2,4 × 0,7 м | № 313 від 10.06.1971 р.                            |                                |
| 60.   | 139         | Братська могила 53 воїнів Радянської армії, загиблих при визволенні села                                                                                      | С. Маркуші, Маркушівська с/р, на кладовищі                                    | 1944 р.               | 1945 р.                      | місцеві майстри                      | з/бетон                         | 2 м                                                | № 82 від 03.04.1990 р.         |
| 61.   | 490         | Пам'ятник 59 воїнам-односельчанам, загиблим на фронтах ВВВ | С. Мар'янівка, Мар'янівська с/р, біля Будинку культури                        | 1941—1945 рр.         | 1979 р.                      | Київський худ. фонд                  | ск. з/бетон, пост. бетон        | ск. 2,3 м, п. 3 × 1 × 1 м                          | № 96 від 17.02.1983 р.         |
| 62.   | 438         | Пам'ятник 75 воїнам-односельчанам, загиблим на фронтах ВВВ | С. Морозівка, Лип'ятинська с/р, біля школи                                    | 1941—1945 рр.         | 1955 р.                      | місцеві майстри                      | об. граніт, пост. цегла         | об. 1,2 м, п. 1,5 × 2,2 × 2,2 м                    | № 29 від 19.06.1977 р.         |
| 63.   | 423         | Братська могила 3 воїнів Радянської армії, загиблих при визволенні села                                                                                       | С. Митинці, Маркушівська с/р, на кладовищі                                    | 1944 р.               | 1953 р.                      | Київський худ. фонд                  | ск. з/бетон, пост. цегла        | ск. 2,6 м, п. 2,5 × 1,5 × 1,5 м                    | № 291 від 09.06.1977 р.        |
| 64.   | 439         | Пам'ятник 58 воїнам-односельчанам, загиблим на фронтах ВВВ | С. Пагурці, Уланівська с/р, на кладовищі                                      | 1941—1945 рр.         | 1968 р.                      | Тернопільський худ. фонд             | ск. з/бетон, пост. цегла        | ск. 2,2 м, п. 1,5 × 1,1 × 1,1 м                    | № 291 від 09.06.1977 р.        |
| 65.   | 50          | Могила письменника Козака В. І. | С. Пагурці, Уланівська с/р, на кладовищі                                      | 1930—1996 рр.         | 1996 р.                      | місцеві майстри                      | ____                            | 1 × 2 м                                            | № 443 від 22.12.1997 р.        |
| 66.   | 441         | Пам'ятник 58 воїнам-односельчанам, загиблим на фронтах ВВВ | С. Петриківці, Петриківська с/р, біля школи                                   | 1941—1945 рр.         | 1964 р.                      | Київський худ. фонд                  | ск. з/бетон, пост. цегла        | ск. 2,5 м, п. 2,2 × 2,5 × 0,8 м                    | № 291 від 09.06.1977 р.        |
| 67.   | 138         | Братська могила 5 червоноармійців | С. Петриківці, Петриківська с/р, в центрі села                                | 1919 р.               | 1989 р.                      | місцеві майстри                      | бетон                           | 1,8 м                                              | № 82 від 03.04.1990 р.         |
| 68.   | 118         | Братська могила 708 жертв голодомору | С. Петриківці, Петриківська с/р, на кладовищі                                 | 1932—1933 рр.         | 1993 р.                      | місцеві майстри                      | з/бетон                         | 2,5 м                                              | № 501 від 20.12.1993 р.        |
| 69.   | 440         | Пам'ятник 72 воїнам-односельчанам, загиблим на фронтах ВВВ | С. Подорожня, Петриківська с/р, біля лікарні                                  | 1941—1945 рр.         | 1965 р., рест. 1979 р.       | Житомир. худ. фонд                   | ск. гіпс, пост. цегла           | ск. 2,2 м, п. 1,5 × 1,5 × 1,3 м                    | № 291 від 09.06.1977 р.        |
| 70.   | 1030        | Братська могила 267 воїнів Радянської армії, загиблих при визволенні села                                                                                     | С. Порик, Порицька с/р, біля школи                                            | 1944 р.               | 1955 р.                      | Київський худ. фонд                  | ск. з/бетон, пост. цегла        | ск. 3 м, п. 1,5 × 1,6 × 1,6 м                      | № 313 від 10.06.1971 р.        |
| 71.   | 443         | Пам'ятник 323 воїнам-односельчанам, загиблим на фронтах ВВВ                                                                                                   | С. Порик, Порицька с/р, в центрі села                                         | 1941—1945 рр.         | 1976 р.                      | Київський худ. фонд                  | ск. з/бетон, пост. цегла        | ск. 4,5 м, п. 1,1 × 1,3 × 1,1 м                    | № 21 від 99.06.1977 р.         |
| 72.   | 444         | Пам'ятник 129 воїнам-односельчанам, загиблим на фронтах ВВВ                                                                                                   | С. Пустовійти, Пустовійтівська с/р, біля контори КСП                          | 1941—1945 рр.         | 1965 р.                      | Київський худ. фонд                  | ск. з/бетон                     | ск. 3 м, п. 2,5 × 2,1 × 2,2 м                      | № 29 від 19.06.1977 р.         |
| 73.   | 1047        | Пам'ятник 109 воїнам-односельчанам, загиблим на фронтах ВВВ                                                                                                   | С. Рогинці, Кустовецька с/р, біля контори КСП                                 | 1941—1945 рр.         | 1966 р.                      | -//-                                 | ск. з/бетон, пост. цегла        | ск. 2 м, п. 2,6 × 3 × 1,15 м                       | № 313 від 10.06.1971 р.        |
| 74.   | 1048        | Братська могила 98 воїнів радянської армії і пам'ятник 194 воїнам-односельчанам, загиблим на фронтах ВВВ                                                      | С. Сальниця, Сальницька с/р, вул. Леніна                                      | 1941—1945 рр., 1944   | 1976 р.                      | -//-                                 | ск. з/бетон, стела мармур       | ск. 2,5 м, стела 2,5 × 0,7 м, п. 1,5 × 1,5 × 1,5 м | № 313 від 10.06.1971 р.        |
| 75.   | 1054        | Будинок, в якому народився і жив український радянський поет Я. Шпорта                                                                                        | С. Сальниця, Сальницька с/р, вул. Шпорти, 2.                                  | 1922—1956 рр.         | 1909 р.                      | невідомі                             | дерево                          | пл. 105 м2                                         | № 313 від 10.06.1971 р.        |
| 76.   | 421         | Могила 9 червоноармійців і братська могила 14 воїнів Радянської армії, загиблих при визволенні села                                                           | С. Семки, Качанівська с/р, біля школи                                         | 1913 р., 1944 р.      | 1952 р.                      | місцеві майстри                      | ск. з/бетон                     | об. 4 м, пост. 0,8 × 1,1 × 1 м                     | № 29 від 19.06.1977 р.         |
| 77.   | 135         | Пам'ятник 46 воїнам-односельчанам, загиблим на фронтах ВВВ | С. Сербанівка, Сальницька с/р, біля школи                                     | 1941—1945 рр.         | 1986 р.                      | ск. В. Стукан                        | з/бетон                         | 3 м, п. 2 × 3 × 5 м                                | № 227 від 26.06.1987 р.        |
| 78.   | 1049        | Братська могила 18 воїнів Радянської армії, загиблих при визволенні села, і пам'ятник 103 воїнам-односельчанам, загиблим на фронтах ВВВ                       | С. Скаржинці, Скаржинецька с/р, біля Будинку культури                         | 1941—1945 рр.         | 1966 р.                      | Київський худ. фонд                  | об. граніт, пост. цегла         | об. 3 м, пост. 0,8 × 3 × 3 м                       | № 313 від 10.06.1971 р.        |
| 79.   | 1050        | Пам'ятник 106 воїнам-односельчанам, загиблим на фронтах ВВВ                                                                                                   | С. Слобода-Кустовецька, Крижанівська с/р, біля клубу                          | 1941—1945 рр.         | 1967 р.                      | Київський худ. фонд                  | ск. з/бетон, пост. цегла        | ск. 2,1 м                                          | № 313 від 10.06.1971 р.        |
| 80.   | 201         | Братська могила 165 Радянських воїнів, загиблих при визволенні села                                                                                           | С. Слобода-Кустовецька, Крижанівська с/р, біля клубу                          | 1944 р.               | 1975 р.                      | Вінницький худ. фонд                 | граніт крошка                   | об. 3 м                                            | № 228 від 22.05.86 р.          |
| 81.   | 425         | Братська могила 11 радянських воїнів, загиблих при визволенні села, і пам'ятник 276 воїнам-односельчанам, загиблим на фронтах ВВВ                             | С. Сміла, Петриківська с/р, біля клубу                                        | 1941—1945 рр.         | 1966 р.                      | Київський худ. фонд                  | ск. з/бетон, пост. бутобетон    | ск. 2,1 м, пост. 2,8 × 4 × 0,7 м                   | № 29 від 19.06.1977 р.         |
| 82.   | 1051        | Пам'ятник 73 воїнам-односельчанам, загиблим на фронтах ВВВ | С. Соколова, Соколовська с/р, біля с/р                                        | -//-                  | 1966 р.                      | Львівський худ. фонд                 | граніт                          | об. 5,8 × 1,1 × 0,7 м                              | № 313 від 10.06.1971 р.        |
| 83.   | 442         | Пам'ятник 41 воїнам-односельчанам, загиблим на фронтах ВВВ | С. Стара Гута, Голодьківська с/р, в центрі села                               | 1941—1945 рр.         | 1975 р.                      | ск. Гнатковський                     | граніт                          | стела 4 м, п. 1,0 × 1,0 × 1,0 м                    | № 29 від 19.06.1977 р.         |
| 84.   | 1032        | Пам'ятник 135 воїнам-односельчанам, загиблим на фронтах ВВВ                                                                                                   | С. Ступник, Кропивнянська с/р, біля клубу                                     | 1941—1945 рр.         | 1967 р.                      | Київський худ. фонд                  | ск. з/бетон, пост. цегла        | ск. 2,8 м, п. 2 × 8 × 0,5 м                        | № 313 від 10.06.1971 р.        |
| 85.   | 1033        | Пам'ятник 7 воїнам-односельчанам, загиблим на фронтах ВВВ | С. Сулківка, Сулківська с/р, біля школи                                       | 1941—1945 рр.         | 1969 р.                      | -//-                                 | ск. з/бетон, пост. цегла        | ск. 3,0 м, п. 1,5 × 8 × 2,1 м                      | № 313 від 10.06.1971 р.        |
| 86.   | 424         | Братська могила 39 воїнів Радянської армії, загиблих при визволенні села                                                                                      | С. Сьомаки, Сьомаківська с/р, біля с/р                                        | 1944 р.               | 1959 р.                      | Київський худ. фонд                  | ск. з/бетон, пост. бутобетон    | ск. 2,1 м, пост. 2,8 × 4 × 0,7 м                   | № 29 від 19.06.1977 р.         |
| 87.   | 445         | Пам'ятник 60 воїнам-односельчанам, загиблим на фронтах ВВВ | С. Тараски, уланівська с/р, біля клубу                                        | 1944 р.               | 1967 р.                      | Київський худ. фонд                  | з/бетон                         | ск. 3,0 м, п. 2,5 × 1,5 × 1,5 м                    | № 29 від 19.06.1977 р.         |
| 88.   | 427         | Братська могила 316 воїнів Радянської армії, загиблих при визволенні села Терешпіль та навколишніх сіл                                                        | С. Терешпіль, Терешпільська с/р, біля контори КСП                             | 1944 р.               | 1952 р.                      | Київський худ. фонд                  | ск. з/бетон, пост. цегла        | ск. 3 м, п. 2,5 × 2 × 2 м                          | № 29 від 19.06.1977 р.         |
| 89.   | 1052        | Пам'ятник 105 воїнам-односельчанам, загиблим на фронтах ВВВ                                                                                                   | С. Терешпіль, Терешпільська с/р, біля контори КСП                             | 1941—1945 рр.         | 1963 р.                      | Київський худ. фонд                  | об. граніт, пост. цегла         | об. 3 м, п. 1,3 × 1,4 × 1,4 м                      | № 313 від 10.06.1971 р.        |
| 90.   | 451         | Пам'ятник першому комсомольцю села І. Кулаку | С. Терешпіль, Терешпільська с/р, біля клубу                                   | 1932 р.               | 1967 р.                      | -//-                                 | ск. з/бетон, пост. цегла        | об. 0,9 м, п. 2,1 × 0,6 × 0,4 м                    | № 29 від 19.06.1977 р.         |
| 91.   | 1033        | Братська могила 118 воїнів Радянської армії, загиблих при визволенні села                                                                                     | С. Томашпіль, Терешпільська с/р, на кладовищі                                 | 1944 р.               | 1957 р.                      | Київський худ. фонд                  | ск. з/бетон, пост. цегла        | ск. 2,5 м, п. 1,0 × 1,2 × 1,0 м                    | № 313 від 10.06.1971 р.        |
| 92.   | 1034        | Пам'ятник 79 воїнам-односельчанам, загиблим на фронтах ВВВ | С. Торчин, Сулківська с/р, біля клубу                                         | 1941—1945 рр.         | 1969 р.                      | невідомі                             | ск. з/бетон, пост. бутобетон    | ск. 3 м, п. 1,2 × 9 × 2,2 м                        | № 313 від 10.06.1971 р.        |
| 93.   | 1036        | Братська могила 1175 воїнів Радянської армії, загиблих при визволенні с. Уланів та навколишніх сіл, і пам'ятник воїнам-односельчанам, загиблим на фронтах ВВВ | С. Уланів, Уланівська с/р, вул. Леніна                                        | 1944 р. 1941—1945 рр. | 1976 р.                      | Тернопільський худ. фонд             | з/бетон                         | об. 5,5 м, ск. 2,1 м, стела 16 × 3 м               | № 313 від 10.06.1971 р.        |
| 94.   | 136         | Пам'ятний знак артилеристам | С. Уланів, Уланівська с/р, в центрі села                                      | 1941—1945 рр.         | 1985 р.                      | ____                                 | метал                           | 2,5 м                                              | № 227 від 26.06.1987 р.        |
| 95.   | 41          | Будинок колишньої редакції, де бували О. Є. Корнійчук, Я. Г. Шпорта та ін. відомі письменники                                                                 | С. Уланів, Уланівська с/р, вул. Травнева, 9                                   | 1930 р.               | 1991 р.                      | місцеві майстри                      | цегла                           | 16 × 10 м                                          | № 148 від 16.07.1992 р.        |
| 96.   | 447         | Пам'ятник 136 воїнам-односельчанам, загиблим на фронтах ВВВ                                                                                                   | С. Філіопіль, Великомитницька, біля клубу.                                    | 1941—1945 рр.         | 1963 р.                      | ___                                  | ск. з/бетон, пост. бутобетон    | ск. 3,5 м, п. 2 × 1,8 × 1,8 м                      | № 29 від 19.06.1977 р.         |
| 97.   | 448         | Пам'ятник 78 воїнам-односельчанам, загиблим на фронтах ВВВ | С. Хутори-Кривошиїнецькі, Лознянська с/р, біля школи                          | 1941—1945 рр.         | 1972 р.                      | невідомі                             | ск. з/бетон, пост. цегла        | ск. 2,5 м, п. 1,5 × 1,5 × 1,5 м                    | № 29 від 19.06.1977 р.         |
| 98.   | 450         | Пам'ятник 12 воїнам-односельчанам, загиблим на фронтах ВВВ | С. Чепелі, Уланівська с/р, біля клубу                                         | 1941—1945 рр.         | 1975 р.                      | Тернопільський худ. фонд             | ск. з/бетон, пост. цегла        | ск. 2,5 м, п. 2 × 1 × 1 м                          | № 29 від 19.06.1977 р.         |
| 99.   | 1041        | Братська могила 24 радянських воїнів, загиблих при визволенні села                                                                                            | С. Червона Володимирівка Мар'янівська с/р, біля клубу.                        | 1944 р.               | 1951 р.                      | Київський худ. фонд                  | ск. з/бетон, пост. цегла        | ск. 4,5 м, п. 2 × 2,5 × 2 м                        | № 313 від 10.06.1971 р.        |
| 100.  | 449         | Пам'ятник 86 воїнам-односельчанам, загиблим на фронтах ВВВ | С. Чернятинці, Пустовійтівська с/р, в парку                                   | 1941—1945 рр.         | 1967 р.                      | Житомир. худ. фонд                   | ск. з/бетон, пост. цегла        | ск. 2,7 м, п. 1,1 × 1,1 × 1,1 м                    | № 29 від 19.06.1977 р.         |
| 101.  | 203         | Братська 127 могила Радянських воїнів, загиблих при визволенні села                                                                                           | С. Чеснівка, Лип'ятинська с/р, на кладовищі.                                  | 1944 р.               | 1950 р.                      | місцеві майстри                      | метал                           | об. 2,3 м                                          | № 228 від 22.05.1986 р.        |
| 102.  | 202         | Пам'ятник 56 воїнам-односельчанам, загиблим на фронтах ВВВ | С. Чеснівка, Лип'ятинська с/р, біля Будинку культури                          | 1941—1945 рр.         | 1985 р.                      | Вінницький худ. фонд                 | з/бетон                         | п. 1,8 м, ск. 2,9 м                                | № 228 від 22.05.1986 р.        |
| 103.  | 63          | Братські могили жертв голодомору | С. Чеснівка, Лип'ятинська с/р, на кладовищі                                   | 1932—1933 рр.         | 1993 р., рест. 1995 р.       | ск. В. Стукан                        | з/бетон                         | 4 × 5 м                                            | № 66 від 05.10.1995 р.         |
| 104.  | 62          | Довготривала вогнева споруда | С. Чудинівці, Березнянська с/р, на західній околиці.                          | 1931—1934 рр.         | 1999 р.                      | ГВІУ Червоної армії                  | з/бетон                         | 10 м                                               | № 183 від 24.05.2000 р.        |
| 105.  | 63          | Довготривала вогнева споруда | С. Чудинівці, Березнянська с/р, 0,5 км на південний схід від села.            | 1931—1934 рр.         | 1999 р.                      | ГВІУ Червоної армії                  | з/бетон                         | 3 м                                                | № 183 від 24.05.2000 р.        |
| 106.  | 1053        | Пам'ятник 93 воїнам-односельчанам, загиблим на фронтах ВВВ | С. Чудинівці, Березнянська с/р, біля клубу                                    | 1941—1945 рр.         | 1967 р.                      | місцеві майстри                      | граніт                          | об. 5 м, п. 0,9 × 2 × 2 м                          | № 313 від 10.06.1971 р.        |
| 107.  | 64          | Довготривала вогнева споруда | С. Чудинівці, Березнянська с/р, на південній околиці села                     | -//-                  | -//-                         | -//-                                 | -//-                            | 3 м                                                | -//-                           |
| 108.  | 1031        | Братська могила 86 воїнів Радянської армії, загиблих при визволенні села                                                                                      | С. Широка Гребля, Широкогребельська с/р, біля ГЕС                             | 1944 р.               | 1957 р.                      | Київський худ. фонд                  | ск. з/бетон, пост. цегла        | ск. 2,5 м, п. 1,5 × 1,4 × 1,4 м                    | № 313 від 10.06.1971 р.        |
| 109.  | 523         | Пам'ятник воїнам 18-ї армії, які визволили місто Хмільник | С. Широка Гребля, Широкогребельська с/р, біля автозупинки Хмільник — Вінниця. | 1944 р.               | 1978 р.                      | Вінницький худ. фонд                 | з/бетон                         | ск. 5 м                                            | № 96 від 17.02.1983 р.         |